# Атанас Симидчиев
Атанас Симидчиев е български състезател по ски бягане, участник на зимни олимпийски игри, в Сараево през 1984 г. и в Калгари през 1988 г. 

## Биография
Атанасов е роден на 13 април 1963 г. в Пещера. Участва в дисциплините 15 и 50 km, както и щафетата 4 × 10 km на състезанията по ски бягане на зимните олимпийски игри в Сараево през 1984 г. и състезанията по ски бягане в Калгари през 1988 г. 
Резултати от Сараево 1984
15 km: 38-ви от 91 участници
50 km: не завършва
щафета 4 × 10 km: 10-а от 17 щафети
Резултати от Калгари 1988
15 km: 67-и от 90 участници
30 km: 40-и от 90 участници
щафета 4 × 10 km: 12-а от 16 щафети